# Тикухоку
Тикухоку (яп. 筑北村 Тикухоку-мура) — село в Японии, находящееся в уезде Хигаситикума префектуры Нагано. Площадь села составляет 99,50 км², население — 4719 человек (1 августа 2014), плотность населения — 47,43 чел./км².

## Географическое положение
Село расположено на острове Хонсю в префектуре Нагано региона Тюбу. С ним граничат города Мацумото, Адзумино, Нагано, Тикума, Уэда и сёла Оми, Икусака, Аоки.

## Население
Население села составляет 4719 человек (1 августа 2014), а плотность — 47,43 чел./км². Изменение численности населения с 1980 по 2005 годы:
| 1980 | 7556 чел. |  |
| 1985 | 7420 чел. |  |
| 1990 | 7111 чел. |  |
| 1995 | 6570 чел. |  |
| 2000 | 6049 чел. |  |
| 2005 | 5702 чел. |  |